# Nándorfehérvár elfoglalása
A Nándorfehérvárnál aratott 1456. évi törökök feletti győzelmet lásd a Nándorfehérvári diadal c. szócikkben!

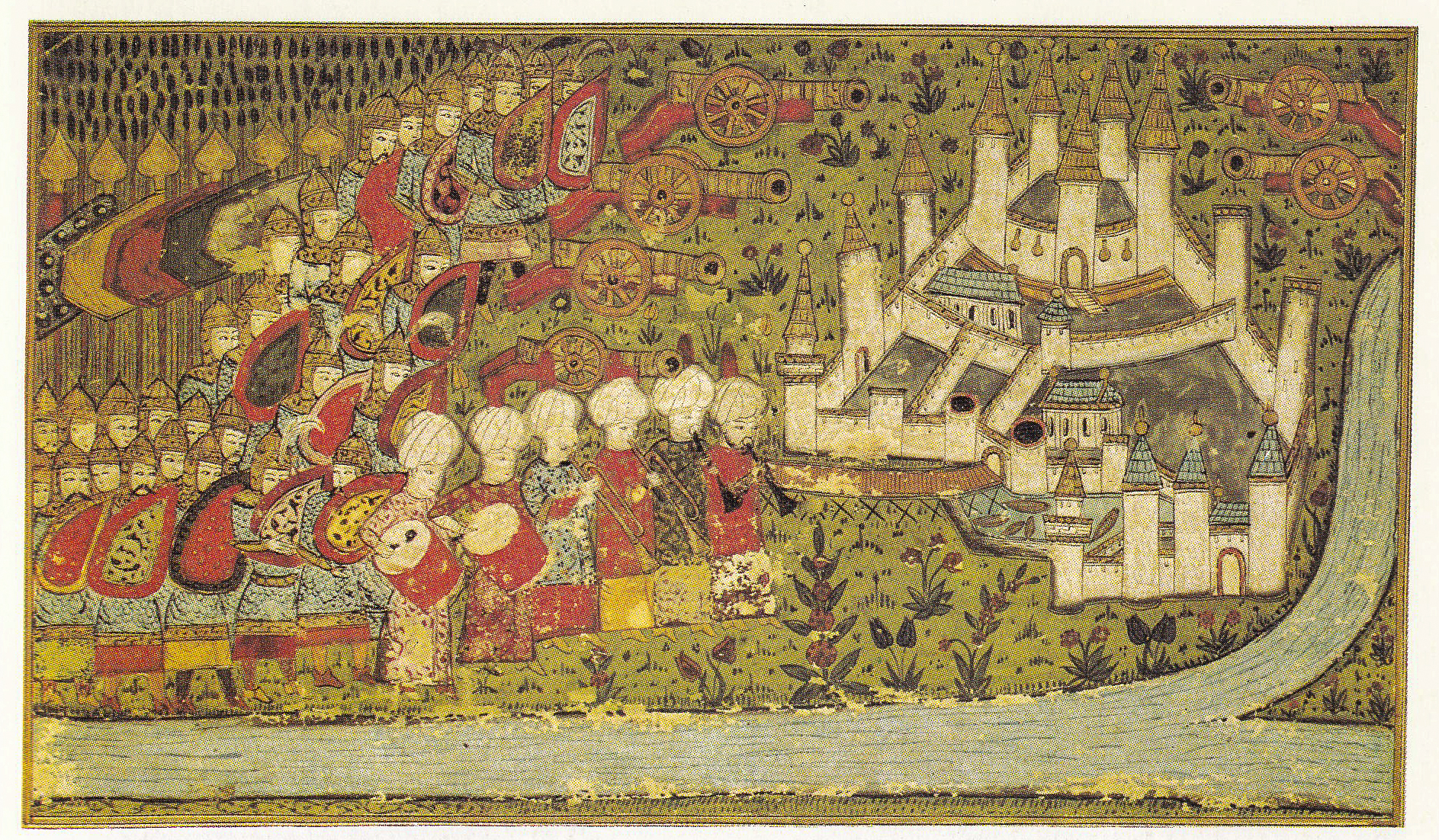
Nándorfehérvár bevétele török miniatúrán

A középkori Magyar Királyság kulcsának és déli kapujának számító Nándorfehérvár eleste 1521. augusztus 29-én következett be. A várat az anatóliai hadak (az utolsó periódusban európai erőkkel kiegészülve) vették be Piri Mehmed nagyvezír, majd I. Szulejmán vezetésével. A vár csekély számú védője a szerb és magyar lakossággal együtt 66 napig tartott ki, amit a későbbiekben nem tudott megismételni egyetlen magyar végvár sem. Végül azonban Nándorfehérvár és két másik vár elfoglalásával a törökök hosszú rést ütöttek a déli magyar védvonalon, megnyílt az út előttük az ország belsejébe. Nándorfehérvárt a törökök átnevezték Dar Al-Jihad-ra, aminek a jelentése „a dzsihád háza”.

## Előzmények
Nándorfehérvárt I. (Luxemburgi) Zsigmond szerezte meg a szerb despotától magyarországi birtokokért cserébe, hogy a lassan kiépülő déli végvárvonal kulcsává tegye. A vár az Al-Duna mentén állt, ha ezt a pontot ellenséges had megszerzi a Duna vonalán észak felé, a főváros ellen törhet.
A vár leghíresebb ostroma 1456-ban volt, amikor a védősereg mellett néhány ezer reguláris katona, valamint keresztesek véres harcokban elverték a szultáni haderőt az erősség alól és ezzel világra szóló diadalt arattak. De a török később sem tett le róla, hogy valamiképp bevegye Nándorfehérvárt, akár csellel, akár erővel.
1492-ben, Mátyás király halála után két esztendővel a török újabb ostrommal próbálkozott, de Kinizsi Pál alsó-magyarországi főkapitány elkergette az ostromlókat. Azok újabb két év múlva megvesztegették az őrség egy részét, akik Mátyás egykori fekete seregének zsoldosai voltak. Az éber Kinizsi ezúttal is megakadályozta a vár elvesztését és az árulókat kegyetlen kínzások közepette végeztette ki. A főkapitány halála után a végvárvonalat egyre jobban elhanyagolták. Az új uralkodó család, a Jagellók trónra lépésével megerősödtek az önös érdekeket képviselő bárói csoportok, amelyek a gyenge kezű király mellett nagy hatalomra tettek szert, amit saját vagyonuk gyarapítására használtak és semmibe vették az ország érdekeit.
Az állampénzek elherdálása és az alacsony jövedelem következtében nem volt lehetőség olyan hadszervezet fenntartására, mint amilyen a Mátyás-kori volt. A végeken egyre kevesebb katona szolgált, s fennmaradtak a korszerűtlen 14. századi banderiális egységek, amelyek a török hadsereg elleni harcra felszereltségük és képzettségük miatt nem voltak alkalmasak. Képzett reguláris erőket alig tartottak nagyobb számban. A várakat elhanyagolták, a 16. századra már rendkívül rossz állapotban voltak.

### Szulejmán Magyarországon
I. Szulejmán török szultán 1520-ban jutott trónra. Első háborúját a Magyar Királyság ellen indította, de nem is annyira ennek az országnak a leigázására törekedett. Érdeklődése a gazdagabb Nyugat felé fordult, s olyan terv fogant meg benne, hogy elfoglalja Bécset.
Az 1521. május 18-án indított hadjáratnak a céljait csak a már útközben, Szófiában tartott haditanácson pontosították. Piri Mehmed nagyvezír Nándorfehérvár, Magyarország kulcsa elfoglalását szorgalmazta, míg Ahmed harmadvezír Szabács várának gyors elfoglalása után egyenesen Buda felé vonult volna, mielőtt a magyar hadak – amelyeket általában csak a nyár derekára lehetett mozgósítani – egyesültek volna.
A szultán csapatait végül kétfelé osztotta: míg az anatóliaiak Nándorfehérvár ellen vonultak, addig a ruméliai hadak Szabács felé fordultak, és július 3-án körül is vették azt. A Logodi Simon és Torma András vicebánok által alig több mint 100 emberrel védelmezett várat a török július 7-én egyetlen nagy rohammal vette be. A védők többsége haláláig küzdött a falakon, néhányan a folyón át menekültek meg.
A szultán főhadával Szabács felé indult, hogy az Ahmed által építtetett hídon át megindulhasson az ország belseje felé, de az új hidat július 19-én a Száva árja elsodorta. A Buda elleni gyors támadás lehetősége elveszett, ezért végül a szultán is Nándorfehérvár ellen fordult.

## Az ostrom
Az ostrom ideje alatt a közeli Pét várát is vívta a törökök egyik csapata, amely Szörény és Nándorfehérvár között helyezkedett el. A kicsi, kevéssé jelentős erősség ostromát Nándorfehérvár eleste után felfüggesztették, de 1522-ben már ténylegesen megszállták.

### A török had
A Piri nagyvezír irányította anatóliai hadak (kb. 25–30 ezer fő) Nándorfehérvár ostromára készülődtek, amikor Szabács ostroma kezdetét vette. Június 25-én a portyázók már megjelentek a vár alatt. Július 1. és 3. között ezer janicsárt és a hajóhadat csoportosították ide. A nagyvezír óvatosan és körültekintően vezette a vár körülzárását. Mindenekelőtt a közeli Zimony zavarta, mert tudta, hogy 1456-ban Hunyadi János itt rendezte csapatait a felmentő akcióra, s attól tartott, hogyha a király megjön a felmentő sereggel, akkor bizonyos, hogy Zimonyt fogja megszállni. Éppen ezért kirendelte a szendrői parancsnokot, Hüszrev béget, hogy vegye ostrom alá a várat, amit az pár nap alatt meg is tett.

### A védők és helyzetük
Július 11-én már a teljes török sereg a vár alatt volt. A védők parancsnokai ekkor Héderváry Ferenc és Török Bálint voltak. Héderváry a két szabácsi parancsnokkal, Sulyok Istvánnal és Sulyok Balázzsal Budára mentek, hogy pénzt és ellátást szerezzenek a várőrség számára, amit már egy ideje nem kaptak meg. Addig sem Török sem Héderváry nem akarta vezetni a védelmet. Mialatt távol voltak, addig a vezetést Móré Mihály és Oláh Balázs vicebánokra bízták. A várnak alig 700 katonája volt, a magyarok mellett sok szerb is. A falak elhanyagoltak voltak és várnak nem volt tüzérsége. A katonák mellett a város szerb és magyar lakosait is bevonták a harcba. A védők igyekeztek mindaddig kitartani, amíg a felmentő hadak össze nem gyűlnek.

### Nándorfehérvár 66 napja
A védők eleinte eredményesen vették fel a harcot a törökkel szemben. A szárazföldi tüzérség és az aknászok az első támadáskor rést nyitottak a falakon, majd a janicsárság rohamra indult. De a támadást nemcsak több ízben visszaverték, hanem kirohanásokat is tettek és a támadók több ágyúját is beszegezték.
A különböző források tíz-húsz nagyobb, visszavert rohamról számolnak be. Később megérkezett a szultán is a ruméliai beglerbéggel, Ahmed pasával az európai erők élén, akik a Vízivárost vették célba ágyúikkal és jelentős kárt tettek benne.
Az ostrom alatt egyszer sem próbálták meg az ellenség zavarását a szomszédos kisebb várak, mint a korábbi ostromok során. Báthory András, a nádor testvére megpróbálta összevonni a marosi és tiszai naszádosokat, hogy ellátmányt vigyen a várba, de sikertelenül. Végül Budán egy kisebb hajórajt állított fel, amely nem érte el Nándorfehérvárt, csak Batáig tudott kihajózni.
Móré átszökött a szultán táborába, és a vár védelmét ezután Oláh vette kezébe, s augusztus 3-án visszavert még egy török rohamot. Az áruló Móré megmutatta a falak gyenge pontjait, így augusztus 8-án a védők és a lakosság a fellegvárba szorult vissza. Itt még két általános oszmán rohamot vertek vissza (augusztus 15., augusztus 26.). A harmadik rohamot augusztus 27-én indította a török sereg és felrobbantotta a Nebojsza bástya, más néven a Kőles külső falát. A várban élelmiszer- és hadianyaghiány lépett fel és már csak 72 katona maradt életben.
A nándorfehérvári őrség a főleg szerbekből álló lakossággal együtt 66 napig folytatott hősies küzdelmet. Ez a következő 150 évben is a leghosszabb végvári küzdelem maradt, és csak Eger és Szigetvár későbbi védelméhez mérhető. Mivel felmentő hadak nem jöttek, Oláh Balázs augusztus 29-én szabad elvonulás fejében megadta magát. Ezután a törökök már a táborukban felajánlották az átállást, amit a magyarok nem fogadtak el, ezért a táboron kívül mind meggyilkolták őket. A város szerb lakosságának túlélőit Szulejmán ezután hajókra rakatta, és Konstantinápolyban telepítette le őket.
A törökök a korábban többször hiába támadott Nándorfehérvár elfoglalását nagy sikernek, rendkívüli szerencsének értékelték. A szultán augusztus 29-ét egyenesen a saját szerencsenapjának tette meg, igyekezett nagy vállalkozásait erre a napra időzíteni. Valószínűleg ezért került sor a későbbiekben mind a mohácsi csatára, mind Buda elfoglalására augusztus 29-én.

## Következmények
Amikor Nándorfehérvárt ostrom alá vették, a magyar királyi udvar csak július végén adott parancsot a mozgósításra. Egész addig sem a király, sem a királyi tanács nem érzékelték a veszély komolyságát. II. Lajos felszólította a vármegyék nemeseit és közembereit a nemesi- és közfelkelésre. Az ország török elleni segítségére cseh, morva és német zsoldoscsapatok érkeztek. Hanem amikor a király kis bandériumával megérkezett a tolnai gyülekező helyre, rajta kívül egy fegyveres csapat sem volt ott. Egy héttel Nándorfehérvár eleste után a zsoldoscsapatokkal néhány főúri és főpapi bandérium is összegyűlt, amelyek Mohácsig meneteltek. Közben a törökök elpusztították a szerémségi földeket és a lakosok sokaságát fűzték rabszíjra.
Lajos azon volt, hogy seregét egyesítse egy Zentánál gyülekező másik haderővel, valamint az erdélyi és a horvátországi hadakkal, velük együtt így a törökkel azonos számú erőt tud kiállítani. Ezekkel vissza akarta szerezni Szabácsot, Nándorfehérvárt és a többi elvesztett erősséget. De Mohácsnál kiütött valamiféle ragály a táborban, a király és a vitatkozó főnemesek is megbetegedtek, végül a had szétszéledt.
Bár a Pápai állam és a Német-római Birodalom vezetőit megrémítette a vár elfoglalása, mégsem mozgósítottak a török ellen haderőt. Nándorfehérvár, annak ellenére, hogy elesett, feltartóztatta a törököket, mert az oszmán hadsereg október közepénél tovább nem háborúzhatott. A szultán szeptember 15-én erős helyőrséget hagyva a várakban visszatért Isztambulba. Nándorfehérváron 1000 katonát hagyott, akik hozzáláttak a falak megerősítéséhez és a rombolások kijavításához.
A török veszélyt egyedül komolyan vevő Tomori Pál és néhány másik előkelő most azon voltak, hogy egy új védvonalat szervezzenek, amelyben Pétervárad vette át Nándorfehérvár szerepét. Ez idő alatt egyetlen figyelemre méltó győzelmet sikerült kiharcolni Szávaszentdemeternél, ahol a Tomori által újjászevezett végváriak 10 000 török katonát öltek meg, 700 fős saját veszteséggel, a Száván át menekülő törökök vagy vízbefulladtak,vagy a szerb sajkások végeztek velük.
A következő évben a török folytatta előrenyomulását, s megszerezte a boszniai magyar területeket. Sikereikre Pétervárad bevétele tette fel a koronát. Végül eljött az a tragikus 1526. augusztus 29-i nap, a mohácsi csata napja, amely az egész ország sorsát végveszélybe döntötte.

## Kapcsolódó szócikk
- Szulejmáni ajánlat